# Uzkiano
Pour l’article ayant un titre homophone, voir Uzquiano.
Uzkiano officiellement en basque ou Uzquiano en espagnol est une commune ou une contrée appartenant à la municipalité d'Urkabustaiz dans la province d'Alava, située dans la Communauté autonome basque en Espagne.